# Conques-sur-Orbiel
Conques-sur-Orbiel település Franciaországban, Aude megyében. Lakosainak száma 2549 fő (2022. január 1.). Conques-sur-Orbiel Aragon, Bagnoles, Limousis, Salsigne, Villalier, Villardonnel, Villegailhenc, Villegly, Villemoustaussou és Sallèles-Cabardès községekkel határos.

## Népesség
A település népességének változása:
| Lakosok száma | 1662 | 1786 | 2043 | 2245 | 2439 | 2466 | 2525 | 2581 | 2585 | 2549 |
|               | 1968 | 1982 | 1990 | 2006 | 2013 | 2015 | 2017 | 2019 | 2020 | 2022 |